# Sinceramente tua
Sinceramente tua (Practically Yours) è un film statunitense del 1944 diretto da Mitchell Leisen.